# Chaves: Foi sem Querer Querendo?
Chaves: Foi Sem Querer Querendo é um livro de 2005 escrito por Luís Joly, Fernando Thuler e Paulo Franco e publicado pela Matrix Editora, sendo o primeiro livro publicado no Brasil sobre a série de televisão Chaves.
A obra, que entra na categoria de livro-reportagem, esteve entre as mais vendidas de 2005. Joly, Thuler e Franco, então jornalistas recém-formados, expandiram seu trabalho de conclusão de curso (o famoso TCC), originalmente de 2003, e transformaram-no em um livro, publicado em setembro de 2005. Rapidamente, ele chamou a atenção de fãs e imprensa, e passou o restante daquele ano entre os mais vendidos do País.
Entre os destaques, a obra escrita pelo trio possui entrevistas com atores do seriado, psicólogos, humoristas brasileiros e experientes diretores de televisão, além de fãs. Em cada um dos capítulos da obra, os autores desvendam o sucesso do seriado Chaves, que foi exibido de 1984 a 2020 pelo SBT com sucesso.
O livro ganhou uma sequência em 2006, com o nome Chaves e Chapolin: Sigam-me os Bons!, desta vez, escrita apenas por Joly e Thuler.